# Рудольф Харальдсон
Рудольф Харальдсон (Хродульф, Родольф; старогерм. «hrōdwolf» — славный, честный волк; франк. Rodolf; ок. 840 — июнь 873), соправитель Рёрика Дорестадского во Фризии, граф Рюстринген во Фризии после 844 или 852 года.

## Биография
Рудольф был сыном Харальда Клака, графа Рюстрингена с 823 года, владельца острова Вальхерена и города Дорестада (вместе с Рёриком) во Фризии. Харальд Клак погиб в 844 году (по одному источнику) или в 852 году (по другому источнику).
В 873 году Рудольф сопровождал своего дядю, Рорика Дорестадского, в поездке в Маастрихт ко двору Людовика II Немецкого. Рорик и Рудольф принесли ему присягу на верность.
Рудольф погиб в июне 873 года во время нападения на Остерго. В 882 году Фризия была передана под управление Годфрида Фризского.